# Aristea nyikensis
Aristea nyikensis är en irisväxtart som beskrevs av John Gilbert Baker. Aristea nyikensis ingår i släktet Aristea och familjen irisväxter. Inga underarter finns listade i Catalogue of Life.